# Льюис, Шавон
Шавон Льюис (англ. Chavaughn Lewis; род. 1 февраля 1993, Куинс, Нью-Йорк, США) — американский профессиональный баскетболист, играющий на позиции лёгкого форварда.

## Карьера
С 2011 по 2015 годы Льюис провёл в колледже Марист (Нью-Йорк) и местной команде «Марист Рэд Фоксес», выступающей в первом дивизионе NCAA. Свою лучшую статистику Льюис продемонстрировал в заключительный год обучения: в 30 матчах он отметился 19,8 очка, 5 подборами, 2,5 передачи и 2,3 перехвата. В студенческие годы он несколько раз попадал в лучшие пятерки конференции.
Выпустившись из колледжа, Льюис принял участие в Летней лиге НБА в составе команды «Филадельфия Севенти Сиксерс», после чего подписал свой первый профессиональный контракт с литовским клубом «Ювентус». Вместе с ним Льюис принял участие в Кубке Европы ФИБА, где отметился статистикой в 11,1 очка, 3,5 подбора, 2,1 передачи, 3 перехвата в 14 матчах, а также дошёл до 1/2 финала чемпионата Литвы.
Сезон 2016/2017 Льюис провёл в Польше в местной команде «Чарни», которая также усилиями Льюиса добралась до 1/2 финала чемпионата страны. В её составе он продемонстрировал статистику в 14,6 очка, 4,6 подбора, 4,9 передачи и 1,7 перехвата.
Сезон 2017/2018 Льюис провёл в другом польском клубе «Старт». В его составе он стал вторым снайпером чемпионата Польши с показателями 20,3 очка, 5,6 подбора, 3,7 передачи и 1,8 перехвата и дважды признавался лучшим игроком недели. Кроме того, Льюис участвовал и в польском «Матче всех звёзд».
В сезоне 2018/2019 Льюис выступал за «Калев» и был одним из лидеров эстонского клуба в Единой лиге ВТБ – 15,9 очка, 3,5 подбора и 5,1 передачи. В Латвийско-эстонской лиге Шавон стал бронзовым призёром, а в чемпионате Эстонии завоевал золотые медали и был включён в символическую пятёрку турнира.
В июле 2019 года Льюис перешёл в «Нижний Новгород». В 6 матчах Единой лиги ВТБ Шавон продемонстрировал статистику в 14,8 очка, 3,2 подбора, 3,3 передачи и 14,2 балла за эффективность действий. В Лиге чемпионов ФИБА Льюис принял участие в 3 матчах, набрав 11,3 очка, 1,3 подбора и 3 передачи за 19 минут в среднем. В ноябре Льюис и нижегородский клуб досрочно расторгли контракт.
Свою карьеру Льюис продолжил в «Енисее», где набирал в среднем 6,6 очка и 3,9 передачи за матч.
В сентябре 2020 года Льюис вернулся в «Калев». В составе команды Шавон стал 2-кратным чемпионом Эстонии и был признан «Самым ценным игроком» финала.

## Конфликт с игроком «Юрмалы»
27 декабря 2018 года, в первой четверти матча Эстонско-латвийской баскетбольной лиги против «Юрмалы» (103:84) Льюис ударил соперника кулаком в лицо и был удалён. На следующий день Льюис принёс официальные извинения. По его словам, в этом инциденте он повёл себя неправильно, а та ошибка, которую он совершил, была первой в его спортивной карьере:
Я хотел бы извиниться перед лигой, но особенно перед детьми, которые наблюдали за матчем. Я не поддерживаю насилие.

## Достижения
- Бронзовый призёр Латвийско-эстонской баскетбольной лиги: 2018/2019
- Чемпион Эстонии (2): 2019, 2021